# Oxyopes ryvesi
Oxyopes ryvesi är en spindelart som beskrevs av Pocock 1901. Oxyopes ryvesi ingår i släktet Oxyopes och familjen lospindlar. Inga underarter finns listade i Catalogue of Life.